# Campus Central de la Universidad de Magallanes
El Campus Central de la Universidad de Magallanes es el campus principal de la Universidad de Magallanes, con una extensión de 87 hectáreas se encuentra en el sector norte de la ciudad de Punta Arenas, capital de la Región de Magallanes y de la Antártica Chilena, Chile.

## Ubicación
El Campus Central de la Universidad de Magallanes es una amplia extensión de terreno ubicado en uno de los sectores con más desarrollo de Punta Arenas, al norte limita con la Zona Franca de Punta Arenas, al sur con la calle Comodoro Arturo Merino Benítez donde se encuentra una de las entradas más utilizadas por su cercanía a lugares como: Rectoría, Finanzas y Facultad de Ingeniería entre otros; Por el poniente limita con la Avenida Bulnes justo al frente del Campus del Instituto de la Patagonia, por esta avenida se encuentran dos entradas una de tipo peatonal y otra vehicular; Por el oriente colinda con la población Villa el Golf la cual colinda con la Costanera y esta con el Estrecho de Magallanes.

## Facultades
- Facultad de Ingeniería
- Facultad de Ciencias
- Facultad de Educación y Ciencias Sociales
- Facultad de Ciencias Económicas y Jurídicas
- Facultad de Ciencias de la Salud
- Escuela de Medicina

## Recintos dentro del campus
Dentro del Campus se puede encontrar una gran cantidad de recintos con diferentes propósitos, se puede encontrar por ejemplo: Rectoría, Centro Antártico, Biblioteca Central UMAG, Vicerrectoría de Administración y Finanzas, Pensionado, Gimnasio, Casino, C.E.R.E. (Centro de los Recursos Energéticos), D.A.E (Dirección Asuntos Estudiantiles), Estación de monitoreo de partículas atómicas y el Estadio de la Universidad de Magallanes (Principalmente ocupado para la práctica del Rugby), además de los edificios principales y anexos de las facultades, entre otras dependencias.